# Monomorium afrum
Monomorium afrum är en myrart som beskrevs av André 1884. Monomorium afrum ingår i släktet Monomorium och familjen myror. Inga underarter finns listade i Catalogue of Life.